# Pustá Rybná
Pustá Rybná é uma comuna checa localizada na região de Pardubice, distrito de Svitavy.